# Мурашов, Владимир Гаврилович
Владимир Гаврилович Мурашов (28 октября 1935, Челябинск — 18 сентября 2005) — советский хоккеист, защитник. Тренер. Мастер спорта СССР (1957). Заслуженный тренер РСФСР (1981). Заслуженный работник физической культуры РФ (1993).

## Биография
В 1951 году начал заниматься в футбольно-хоккейной секции при спортклубе ЧТЗ. С 1954 года — игрок челябинского «Авангарда» сначала на позиции нападающего, затем — защитника. В 1958 году поступил в омский институт физкультуры. За время учебы играл за «Спартак» / «Аэрофлот», забросил 31 шайбу в более 150 проведенных матчах. Чемпион РСФСР (1958/59). Капитан команды в сезоне 1960/61. Трижды становился лучшим снайпером команды среди защитников: 17 шайб (1958/59), 6 шайб (1959/60), 6 шайб (1960/61).
В сезоне 1963/64, завершив карьеру, в 28-летним возрасте возглавил «Аэрофлот», проработал до декабря. Три года работал преподавателем кафедры футбола-хоккея в омском институте физкультуры. В 1967—1970 годах — тренер команды «Старт» Копейск.
С 1970 года работал в детско-спортивной школе ЧТЗ. Юношеская команда «Трактор» под его руководством стала чемпионом СССР 1977 года, в 1979 и 1980 годах — бронзовым призёром, в 1982 году — серебряным призером Спартакиады народов СССР.
Среди воспитанников — Сергей Мыльников, Вячеслав Быков, Олег Знарок, Равиль Гусманов, Валерий Евстифеев, Павел Езовских, Сергей Парамонов, Александр Тыжных, Игорь Трегубенков, Андрей Сидоренко, Михаил Калашников, Игорь Калянин, Сергей Хрущёв, Станислав Шадрин, Игорь Хацей, Михаил Емельянов, Артём Копоть, Николай Суханов, Олег Мальцев, Евгений Кузнецов.
Скончался 18 сентября 2005 года. Похоронен на Успенском кладбище Челябинска.